# Nokia N82

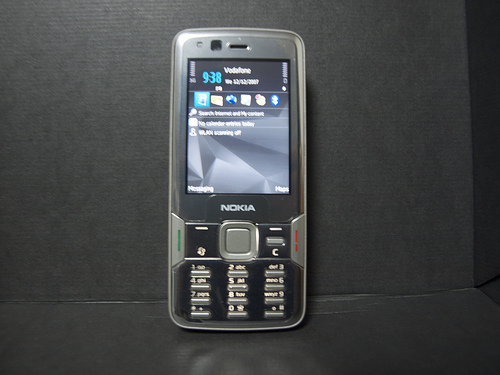
Photographie d'un Nokia N82.

Le Nokia N82 est un smartphone du constructeur Nokia, lancé à la fin de l'année 2007.

## Présentation
Ce mobile Nokia appartient à la série N. Le N82 de Nokia intègre une nouvelle technologie de type accéléromètre, qui permet de basculer automatiquement l'écran de l'appareil lorsqu'il est utilisé en mode portrait ou en mode paysage. Ce mobile est mis en vente à 599 euros TTC à son lancement sur le marché français.

## Caractéristiques
- Fréquence de fonctionnement 
  - WCDMA2100 (HSDPA), EGSM900, GSM850/1800/1900 MHz (EGPRS)
  - Commutation automatique entre bandes et modes
- Dimensions 
  - Volume : 90 cm3
  - Poids : 114 g
  - Longueur (max) : 112 mm
  - Largeur (max) : 50,2 mm
  - Épaisseur (max) : 17,3 mm
- Fonctions de la mémoire 
  - Jusqu'à 100 Mo de mémoire dynamique interne pour les messages, les sonneries, les photos, les clips vidéo, les notes d'agenda, la liste à faire et les applications (Mémoire dynamique signifie que la mémoire disponible est partagée entre des fonctions de mémoire dynamique. Lorsque l'une de ces fonctions est utilisée, il y a moins de mémoire disponible pour les autres fonctions qui dépendent aussi de la mémoire dynamique)
  - Emplacement pour carte mémoire microSD interchangeable à chaud
- Gestion de l’alimentation
  - Batterie : Batterie Nokia (BP-6MT) 1050mAH
  - Autonomie en communication : jusqu'à 190 minutes (WCDMA), jusqu'à 260 minutes (GSM)
  - Autonomie en veille : jusqu’à 210 heures (WCDMA), jusqu’à 225 heures (GSM)
  - Images fixes : jusqu'à 290 images (avec flash)
  - Capture vidéo : jusqu'à 110 minutes (VGA, 30 images/s)
  - Appels vidéo : jusqu'à 120 minutes
  - Lecture vidéo : jusqu'à 200 minutes (VGA, 30 images/s)
  - Autonomie en lecture de musique : jusqu’à 10 heures (mode hors connexion) L'autonomie peut varier selon la technologie d'accès radio utilisée, la configuration du réseau de l'opérateur et l'utilisation.
- Écran
  - écran couleur TFT QVGA à cristaux liquides (240 x 320 pixels) 2,4 pouces, jusqu'à 16,7 millions de couleurs
- Interface utilisateur 
  - S60 3e édition, Feature Pack 1
  - Rotation automatique de l’écran du mode portrait en mode paysage
- Gestion des appels 
  - Journaux : numéros composés, appels reçus et appels en absence
  - Numérotation vocale avec numérotation par nom multi-locuteur (speaker-independent name dialing - SIND) et commandes vocales
  - Nokia Push to talk (PoC)
- Messagerie
  - Courriel (SMTP, IMAP4, POP3), MMS, SMS
- Transfert de données
  - WCDMA HSDPA 2100 MHz avec voix et données par paquets simultanément (vitesse max PS DL/UL= 3,6 Mbit/s / 384 kbit/s, vitesse max CS 64 kbit/s)
  - Prise en charge du fonctionnement bi-mode (DTM) pour connexion simultanée voix et données par paquets dans les réseaux GSM/EDGE. Simple classe A, multislot classe 11, vitesse max DL/UL : 177,6/118,4 kbit/s
  - EGPRS classe B, multislot classe 32, vitesse max DL/UL= 296 / 177,6 kbit/s
  - GPRS classe B, multislot classe 32, vitesse max DL/UL= 107 / 64,2 kbit/s
- Les débits réels dépendent des conditions du réseau.
- Imagerie Imagerie et vidéo
  - Appareil photo jusqu’à 5 mégapixels (2 592 × 1 944 pixels) avec optique Carl Zeiss Tessar, capture vidéo MPEG-4 VGA jusqu'à 30 images/s
  - Connexion directe vers un téléviseur compatible via la sortie TV ou la connexion sans fil LAN/UPnP
  - Appareil photo en face avant, capteur CIF (352 x 288 pixels) pour la téléphonie vidéo

Appel vidéo et partage vidéo (services réseau WCDMA) 
- - Flash au xénon intégré
  - Diaporama à partir de la galerie
  - Fonction de téléchargement de photos et vidéos sur le Web en un seul clic
  - Nokia XpressPrint : impression directe via USB (PictBridge), connectivité Bluetooth (BPP) et WLAN (UpnP) ou impression en ligne
- Vidéo mobile
  - Définition vidéo : VGA jusqu’à 30 images/s (640 × 480 pixels)
  - Indicateur d’enregistrement
  - Enregistrement audio : AAC (AMR pour MMS)
  - Stabilisateur vidéo numérique
  - Format de fichier vidéo .mp4 (par défaut), .3gp (MMS)
  - Balance des blancs, mode scène et réglage de tonalité des couleurs
  - Zoom : numérique jusqu'à 10x (VGA jusqu'à 4x)
  - Appareil photo en face avant : capteur CIF (352 x 288 pixels) pour la téléphonie vidéo
  - Édition vidéo embarquée
- Photographie mobile
  - Définition d'image : jusqu'à 5 mégapixels (2592 x 1944 pixels)
  - Autofocus
  - Autofocus couleur sépia, témoin d’assistance et indicateur d’enregistrement
  - Formats des fichiers d'image fixe : JPEG/EXIF
  - Exposition automatique – mesure pondérée au centre
  - Compensation de l'exposition : +2 ~ -2EV par pas de 0,5
  - Balance des blancs : automatique, ensoleillé, nuageux, éclairage incandescent, éclairage fluorescent
  - Scène : automatique, définie par l'utilisateur, gros plan, portrait, paysage, sports, nuit, portrait de nuit
  - Nuances de couleur : normal, sépia, noir et blanc, négatif, coloré
  - Zoom : numérique jusqu'à 20x (5 mégapixels jusqu'à 6x)
  - Flash au xénon
  - Édition photo embarquée
- Spécifications de l'appareil photo
  - Capteur : CMOS, 5 mégapixels (2592 x 1944)
  - Optique Carl Zeiss : objectif Tessar
  - Nombre f/Ouverture : f/2.8
  - Distance focale 5,6 mm
  - Mise au point de 10 cm à l'infini
  - Distance macro de 10 à 50 cm
- Musique Fonctions musicales
  - Lecteur audio numérique : compatible MP3/AAC/eAAC/eAAC+/WMA/M4A avec listes d'écoute
  - Prise en charge OMA DRM 2.0/1.0 & WMDRM pour la musique
  - Haut-parleur stéréo mains libres intégré
  - Radio FM stéréo (87.5-108 MHz) avec prise en charge Visual radio
  - Kit oreillette stéréo Nokia HS-43 fourni
  - Technologie sans fil Bluetooth 2.0 avec son stéréo A2DP
- Vidéo Fonctionnalités vidéo
  - Lecteur vidéo prenant en charge les formats MPEG4, AVC/H.264, H.263, RV
  - Prise en charge OMA DRM 2.0/1.0 et WMDRM pour la vidéo
  - Définition : MPEG4 VGA jusqu’à 30 images/s converti en QVGA sur l’appareil ou en VGA en mode TV
  - Transférez vos vidéos depuis un ordinateur compatible : Windows Media Player, transfert de fichiers USB Mass Storage ou Nokia Nseries PC Suite grâce à la connectivité USB 2.0 haut débit
- Video Center 
  - Services vidéo préconfigurés et extension dynamique s’appuyant sur de nouveaux services

Podcasting vidéo : recherche, abonnement, téléchargement, affichage avec un terminal mobile 
Lecteur multimédia RealPlayer
- - Possibilité de visionner en mode plein écran des clips vidéo téléchargés, transmis en continu ou enregistrés
  - Formats vidéo pris en charge : MPEG-4, H.264/AVC, H.263/3GPP, RealVideo 8/9/10
- Exploration Navigation
  - Système A-GPS (Assisted Global Positioning System) intégré

Application Nokia Maps préinstallée et cartes téléchargeables gratuitement. Le service est fourni gratuitement. Les données transférées via le réseau occasionnent cependant des frais facturables par votre opérateur de réseau. Pour connaître la disponibilité et le coût de ce service, contactez votre opérateur de réseau et votre fournisseur de services. 
- Courriel
  - Client de messagerie simple d'utilisation avec prise en charge de pièces jointes sous forme d'images, de vidéos, de musique et de documents
  - Compatible avec le clavier sans fil Nokia SU-8W (vendu séparément)

Navigation 
- - Prise en charge totale d’un navigateur Web (HTML)

Réseau numérique du domicile 
- - Profitez de vos vidéos, de vos musiques et de vos photos sur le réseau multimédia de votre domicile – téléviseur, stéréo et PC compatible sur WLAN/UPnP
- Autres applications
  - Gestion des données personnelles
  - Le système d'exploitation S60 donne le choix parmi un large éventail d'applications additionnelles (Java MIDP 2.0, Symbian C++, Flash Lite)
  - Assistant facilitant la configuration des paramètres Push to talk, de la messagerie et du partage vidéo
  - Application de transfert de données pour le transfert des informations de gestion des données personnelles depuis d'autres appareils compatibles Nokia
  - Assistant WLAN
- Connectivité
  - WLAN (802.11 b/g) intégré et UPnP
  - Technologie sans fil Bluetooth avec son stéréo A2DP
  - USB 2.0 via l'interface Micro-USB et prise en charge du profil de stockage de masse pour utiliser la fonction glisser-déplacer
  - Prise casque stéréo 3,5 mm (connecteur AV Nokia) et prise en charge de la sortie TV (PAL/NTSC)
  - Connectivité Nokia Nseries PC Suite avec USB et la technologie sans fil Bluetooth
  - Synchronisation locale des contacts et de l'agenda avec un PC compatible à l'aide d'une connexion compatible
  - Synchronisation distante par liaison radio OTA (Over-The-Air)
  - Envoi et réception d'images, de clips vidéo, de graphiques et de cartes de visite via la technologie sans fil Bluetooth